# 陳赫 (導演)
陳赫（韓語：진혁），韓國電視劇導演。

## 作品

### 電視劇
- 2009年：SBS《燦爛的遺產》
- 2010年：SBS《檢察官公主》
- 2011年：SBS《城市獵人》
- 2013年：SBS《主君的太陽》
- 2014年：SBS《異鄉人醫生》
- 2016年：SBS《藍色海洋的傳說》
- 2021年：JTBC《Sisyphus: The Myth》
- 2024年：JTBC《玉氏夫人傳》
- 2025年：朝日電視台《魔物》（日劇初執導）[1]
- TBA：TVING《Villains》

### 中國電視劇
- 2015年：《男人幫：朋友》
- 2016年：《翡翠戀人》

## 外部連結
- NAVER搜索 （页面存档备份，存于）
- 陳赫Twitter （页面存档备份，存于）

1. ↑  . Real Sound. 2025-02-25  [2025-03-06]. 原始内容存档于2025-03-06 （日语）.